# Subfusil aéreo Villar-Perosa
El subfusil aéreo Villar Perosa era un arma italiana de dos cañones diseñada por el mayor Bethel Abiel Revelli, del Ejército italiano, en 1914. Dicha arma, disparaba los mismos cartuchos 9 x 19 Glisenti de la pistola reglamentaria Glisenti Modelo 1910, una versión con potencia reducida del famoso 9 x 19 Parabellum, a una cadencia extremadamente alta de 3.000 disparos por minuto (1.500 disparos por minuto para cada cañón). A esta arma se la considera como el primer subfusil.

## Historia
Revelli registró los patentes de su diseño el 8 de abril de 1914, asignando su fabricación a la sociedad Officine Villar Perosa sita en Villar Perosa. El arma fue empleada por la Fuerza Aérea Italiana y el ejército durante la Primera Guerra Mundial. Demostró tener más éxito como arma terrestre, ya que su munición de pistola no tenía la potencia suficiente como para infligir daños suficientes en los aviones que posibilitaran su derribo.
Como arma de infantería, fue empleado con un bípode y un escudo protector (que demostró ser incómodo en combate y fue retirado). A pesar de su alta cadencia de disparo, su diseño atípico y su peso, demostró ser muy efectivo a corto alcance. También fue empleado por los Bersaglieri, con frecuencia montado sobre bicicletas.
Fue muy apreciado como arma de escuadra por los Arditi, las tropas de asalto del Ejército italiano en la Primera Guerra Mundial, a causa de su alta cadencia de disparo y su peso (era muy ligero para ser un arma de apoyo), por lo que recibió diversas modificaciones: el Teniente coronel Giuseppe Bassi diseñó una correa portafusil y un bípode de 1,6 kg, retirándole el escudo protector (que apenas pesaba 26 kg) para mejorar el desempeño de los Arditi en combate. En su concepto, una sección de 8 (después 16) subfusiles Villar-Perosa apoyaría el ataque de 20 o 30 Arditi armados con fusiles, dagas y granadas de mano, ofreciendo un adecuado fuego de supresión y además atacando al enemigo a nivel psicológico. Cada subfusil tenía un equipo de 4 hombres: el tirador con una mochila o morral de municiones y tres porteadores de municiones, que podían transportar hasta 5.000 cartuchos.
Un gran número de la versión terrestre de esta arma cayeron en manos de las fuerzas alemanas y austriacas tras la derrota italiana en la Batalla de Caporetto. Los alemanes se pusieron inmediatamente a trabajar produciendo su propia versión. Los austriacos crearon una copia de la Villar-Perosa en 1918, la Sturmpistole M.18, que empleaba cargadores rectos en lugar de cargadores curvos.
El Reino Unido evaluó esta arma, pero calibrada para el cartucho .455 Webley.

## Descripción

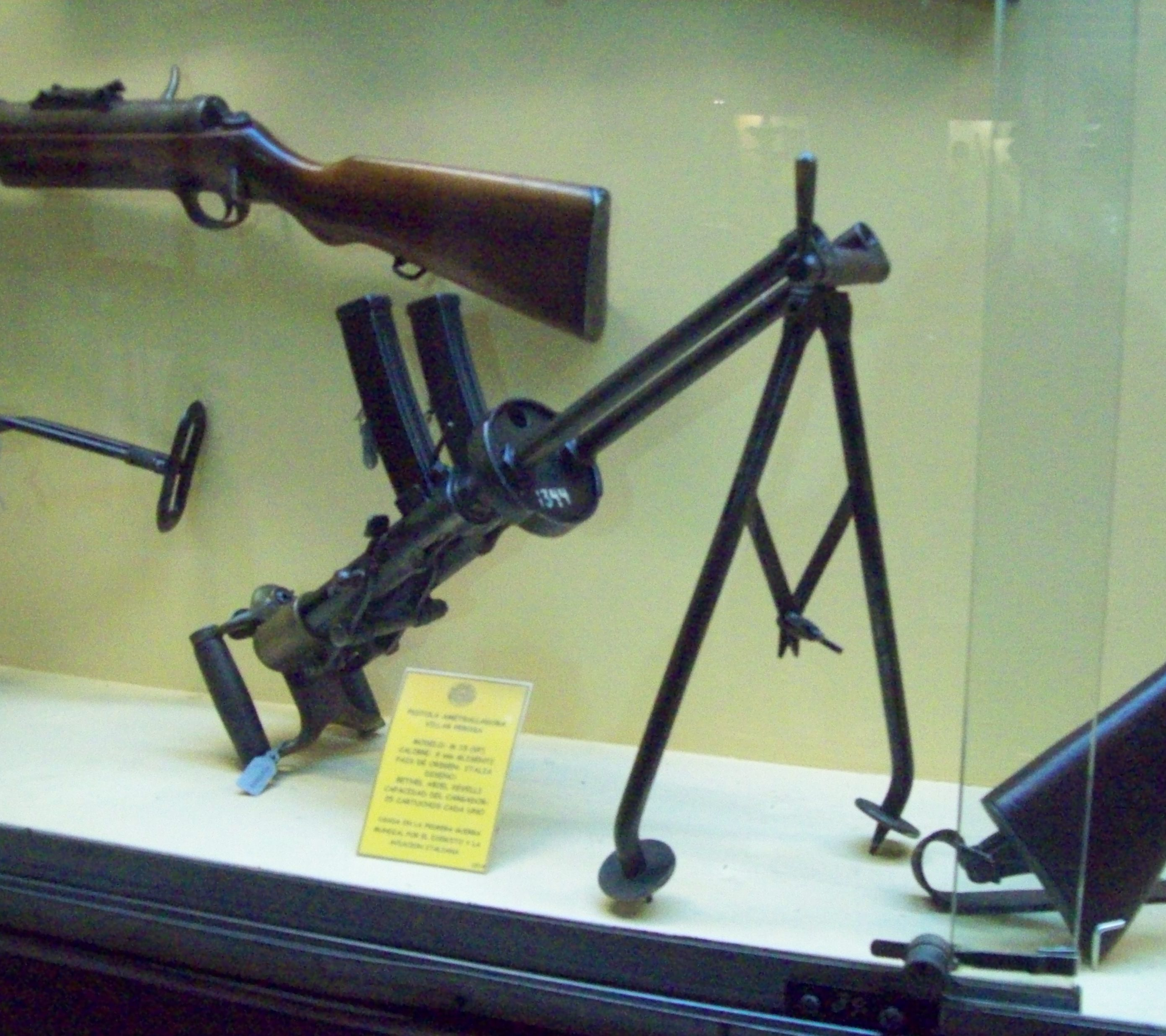
El Villar-Perosa del Museo de Armas de la Nación, Buenos Aires.

El arma -realmente eran dos armas unidas- consistía en dos cañones con sus respectivos cajones de mecanismos y cerrojos, conectados a través de una barra. Era un diseño simple, accionado por retroceso de masas y enfriado por aire, cuyo percutor y cerrojo apenas pesaban 280 gramos (10 onzas). El recorrido total del retroceso del cerrojo era de 4,5 cm (1,75 pulgadas). El arma era alimentada mediante dos cargadores curvos con capacidades de 25 o 50 balas cada uno. Era un arma relativamente ligera, pesando apenas 6,5 kg el modelo de cañón corto completamente cargado.
Más tarde le fue añadido una culata de madera para poder ser disparado desde el hombro y después de la guerra, se desmontaron algunas unidades convirtiéndolas en subfusiles de un solo cañón con culata de madera y designados como OVP 1918, aunque también una versión ligeramente mejorada fue producida por la compañía Beretta y conocida como Beretta M1918.